# Chrysocraspeda dysmothauma
Chrysocraspeda dysmothauma là một loài bướm đêm trong họ Geometridae.